# Odwilż (serial telewizyjny 2022)
Odwilż – polski kryminalny serial telewizyjny trwający od 2022 roku, wyprodukowany przez HBO Europe na zlecenie serwisu strumieniowego HBO Max. Został wyreżyserowany przez Xawerego Żuławskiego na podstawie scenariuszy Marty Szymanek i Piotra Szymanka. Jego pierwszy, sześcioodcinkowy sezon był udostępniany przez HBO Max od 1 do 15 kwietnia 2022.

## Opis fabuły
W Szczecinie owdowiała aspirant Katarzyna Zawieja wychowuje z pomocą teścia Jana kilkuletnią Hanię. Bohaterka wraz z partnerem, aspirantem Krzysztofem Trepą, badają sprawę morderstwa Magdy Kosińskiej, córki prokuratora Michała Strzeleckiego, oraz zaginięcia jej nowonarodzonego dziecka. Równocześnie Zawieja usiłuje odkryć przyczynę śmierci swojego męża Wojciecha.

## Obsada
Źródło:

### Główna

#### Debiut w sezonie I
- Katarzyna Wajda jako Katarzyna Zawieja
- Bartłomiej Kotschedoff jako Krzysztof Trepa
- Cezary Łukaszewicz jako Andrzej Radwan
- Juliusz Chrząstowski jako Bogdan Pietrzak
- Sebastian Fabijański jako Marcin Kosiński
- Andrzej Grabowski jako Jan Zawieja
- Bogusław Linda jako Michał Strzelecki

#### Debiut w sezonie II[3]
- Agnieszka Dygant jako Maria Lańska
- Eryk Kulm jako Paweł Lański
- Nikodem Rozbicki jako Marek Lański
- Mirosław Zbrojewicz jako Andrzej Lański
- Jaśmina Polak jako Zosia
- Michał Czernecki jako Szymański
- Tomasz Schuchardt jako Wiktor Molski
- Andrzej Konopka jako Staszek Galewski
- Agnieszka Suchora prokurator okręgowa Barbara Budka
- Barbara Jonak jako Elżbieta Galewska
- Aleksander Kaleta jako Oliwier Galewski

### Drugoplanowa i gościnna
- Paweł Adamski
- Beata Bandurska jako matka Marcina Kosińskiego
- Dominik Bąk jako Tomasz Dąbrowski
- Konrad Beta jako policjant
- Piotr Bumaj
- Arkadiusz Buszko
- Adam Dzieciniak
- Małgorzata Gorol jako Anka Janas
- Marcin Kłosiński
- Marek Kocot
- Mirosław Kropielnicki jako naczelnik więzienia
- Anna Krotoska jako matka niemowlaka
- Monika Krzywkowska jako Dorota Czerwińska
- Adam Kuzycz-Berezowski jako policjant
- Monika Kwiatkowska jako Julia
- Eryk Lubos jako Ryszard Kreutz
- Sebastian Łach jako Dąbrowski
- Piotr Łaznowski
- Dariusz Majchrzak jako dziennikarz
- Joanna Matuszak
- Maciej Miszczak
- Paweł Niczewski jako ratownik medyczny
- Ernest Nita
- Marta Ojrzyńska jako patolog
- Grzegorz Palkowski jako bezdomny
- Konrad Pawicki
- Agnieszka Pilaszewska jako Mirosława Janas
- Jaśmina Polak jako Zosia
- Krzysztof Pyziak jako bibliotekarz
- Julia Rosnowska jako Magda Kosińska
- Wojciech Sandach
- Natalia Sikora jako dziennikarka
- Ewa Skibińska jako Małgorzata Adamczyk
- Aleksander Stasiewicz
- Marcelina Stępkowska jako Hania Zawieja
- Agnieszka Suchora jako prokurator
- Małgorzata Szczerbowska jako pracownica zakładu pogrzebowego
- Małgorzata Szeptycka jako Niemka
- Krzysztof Sztabiński
- Dariusz Toczek jako dziennikarz
- Tadeusz Woszczyński jako Marek
- Krzysztof Zarzecki jako Tomasz Wróbel
- Marcin Zarzeczny jako policjant
- Wojciech Zieliński jako Wojciech Zawieja
- Artur Ziółkowski
- Piotr Żurawski jako Konrad Janas

## Lista odcinków
Źródła:

### Sezon 1
| Nr | Tytuł     | Data premiery (HBO Max) | Data premiery (HBO Polska) |
| --- | --------- | ----------------------- | -------------------------- |
| 1 | Odcinek 1 | 1 kwietnia 2022         | 1 maja 2022                |
| W Szczecinie aspirantka Katarzyna Zawieja dowiaduje się, że jej zmarły przed kilkoma miesiącami mąż Wojciech zostaje uznany za ofiarę samobójstwa, z czym się nie zgadza. Policja znajduje na brzegu rzeki ciało młodej kobiety, która niedawno urodziła dziecko. Sprawę badają aspiranci Zawieja i Krzysztof Trepa. Zawieję nurtuje pytanie, gdzie znajduje się dziecko ofiary. Mąż zamordowanej, Marcin Kosiński, zostaje aresztowany. Gdy okazuje się, że ofiarą jest Magda Kosińska, córka prokuratora Michała Strzeleckiego, sprawa nabiera rozgłosu medialnego. |           |                         |                            |
| 2 | Odcinek 2 | 1 kwietnia 2022         | 8 maja 2022                |
| Policja sprawdza związek sprawy Kosińskiej z długami i powiązaniami mafijnymi jej męża. Ku niezadowoleniu Zawiei, do sprawy zostaje zaangażowany aspirant Andrzej Radwan. Policja znajduje w rzece samochód Kosińskiej. Podczas jazdy Zawieja z kilkuletnią córką Hanią ulegają wypadkowi – ich auto zostaje uderzone przez inne, prowadzone przez człowieka śledzącego Zawieję. |           |                         |                            |
| 3 | Odcinek 3 | 8 kwietnia 2022         | 15 maja 2022               |
| Zawieja i Trepa udają się do szpitala psychiatrycznego, w którym pracowała Kosińska. Podejrzewają, że któryś z jej pacjentów ma związek z morderstwem. Strzelecki otrzymuje paczkę z martwym płodem świni. |           |                         |                            |
| 4 | Odcinek 4 | 8 kwietnia 2022         | 22 maja 2022               |
| Policja rozpoczyna poszukiwania Tomasza Wróbla, pacjenta Kosińskiej podejrzanego o udział w morderstwie. Zawieja bada jego przeszłość w zakładzie karnym w Goleniowie, w którym odsiadywał wyrok. Nieznany mężczyzna zostawia przy jej mieszkaniu kwiaty. |           |                         |                            |
| 5 | Odcinek 5 | 15 kwietnia 2022        | 29 maja 2022               |
| Policja bada nowe tropy w sprawie Kosińskiej. Zawieja bierze udział w jej pogrzebie, na którym, jak sądzi, przebywa ktoś zamieszany w zabójstwo. Jej matka zabiera Hanię nad morze. |           |                         |                            |
| 6 | Odcinek 6 | 15 kwietnia 2022        | 5 czerwca 2022             |
| Strzelecki przejmuje sprawę i jedzie z Kreutzem, więźniem współpracującym z Wróblem, do miejsca, w którym znajduje się wejście do systemu podziemnych tuneli. Zawieja podąża za nimi. W tunelu dochodzi do strzelaniny. Niedługo później Zawieja dedukuje, że Ania, przyjaciółka Magdy, może mieć związek z zaginionym dzieckiem. |           |                         |                            |

### Sezon 2
| Nr | Tytuł      | Data premiery (Max) | Data premiery (HBO Polska) |
| --- | ---------- | ------------------- | -------------------------- |
| 7 | Odcinek 7  | 23 sierpnia 2024    |                            |
| Katarzyna Zawieja i Krzysztof Trepa w przypadkowy sposób odkrywają grupę przestępczą, która zajmuje się handlem ludźmi.                                                   |            |                     |                            |
| 8 | Odcinek 8  | 30 sierpnia 2024    |                            |
| Śledztwo w sprawie siatki handlarzy ludźmi zdaje się mieć powiązanie z Wojtkiem, zmarłym mężem Zawiei.                                                                    |            |                     |                            |
| 9 | Odcinek 9  | 6 września 2024     |                            |
| Katarzyna Zawieja zostaje odsunięta od sprawy i obowiązków zawodowych do czasu wyników testów psychologicznych. Policjantka traci nadzieję na wyroki skazujące handlarzy. |            |                     |                            |
| 10 | Odcinek 10 | 13 września 2024    |                            |
| Zabójstwo lokalnego biznesmena zdaje się mieć powiązania ze sprawą handlarzy ludźmi. W dalszym ciągu porywane są nowe osoby.                                              |            |                     |                            |
| 11 | Odcinek 11 | 20 września 2024    |                            |
| Katarzyna Zawieja odnajduje ważnego świadka, który może rzucić nowe światło na sprawę.                                                                                    |            |                     |                            |
| 12 | Odcinek 12 | 27 września 2024    |                            |
| W celu wyjaśnienia zagadki i ochrony bezpieczeństwa własnych bliskich, Zawieja decyduje się na nagięcie prawa w imię dobra sprawy.                                        |            |                     |                            |

## Spis serii
| Seria | Seria | Odcinki   | Premiera (Max)   | Premiera (Max)   | Premiera (Max)      | Pierwsza emisja telewizyjna (TVN) | Pierwsza emisja telewizyjna (TVN) | Pierwsza emisja telewizyjna (TVN) | Pierwsza emisja telewizyjna (TVN) | Pierwsza emisja telewizyjna (TVN) |
| Seria | Seria | Odcinki   | Premiera serii   | Finał serii      | Dzień udostępniania | Sezon                             | Premiera serii                    | Finał serii                       | Pora emisji                       | Średnia oglądalność               |
| ----- | ----- | --------- | ---------------- | ---------------- | ------------------- | --------------------------------- | --------------------------------- | --------------------------------- | --------------------------------- | --------------------------------- |
|       | 1.    | 1–6 (6)   | 1 kwietnia 2022  | 15 kwietnia 2022 | piątek              | wiosna 2024                       | 4 marca 2024                      | 26 marca 2024                     | poniedziałek 21.35                | 592 tys.                          |
|       | 2.    | 7–12 (6)  | 23 sierpnia 2024 | 27 września 2024 | piątek              | bd.                               | bd.                               | bd.                               | bd.                               | bd.                               |
|       | 3.    | 13–18 (6) | 2025             | bd.              | bd.                 | bd.                               | bd.                               | bd.                               | bd.                               | bd.                               |

## Produkcja
Wizualnie inspirowaliśmy się kryminałem amerykańskim, współczesnym noir, ale z tych Stanów, gdzie jest raczej zimno niż ciepło. Często przekłada się to na kamerę prowadzoną z ręki. Określiłbym to jako bycie blisko człowieka, blisko prawdy. My świat stylizujemy.

11 grudnia 2019 HBO Polska zapowiedział produkcję sześcioodcinkowego serialu Odwilż w reżyserii Xawerego Żuławskiego na podstawie scenariusza Marty Szymanek. Producentem serialu jest Bogumił Lipski, zaś producentem wykonawczym jest Andrzej Besztak poprzez wytwórnię Magnolia Films. Projekt otrzymał finansowanie z Polskiego Instytutu Sztuki Filmowej w ramach systemu wspierania produkcji audiowizualnej. Zdjęcia rozpoczęły się 24 stycznia 2020 w Szczecinie i planowo miały trwać do maja tego samego roku. 14 lutego 2020 HBO ogłosiło, że w główną rolę wciela się Katarzyna Wajda. W marcu 2020 zdjęcia zostały tymczasowo przerwane w związku z wybuchem pandemii COVID-19 w Polsce, a kilka miesięcy później zostały wznowione.
W październiku 2021 koncern WarnerMedia ogłosił, że w 2022 w Polsce zadebiutuje serwis strumieniowy HBO Max, a Odwilż będzie na nim dystrybuowana jako serial oryginalny. 4 lutego 2022 HBO Polska zapowiedział jego datę premiery i opublikował zwiastun.
W listopadzie 2022 rozpoczęły się zdjęcia do drugiego sezonu. 25 lipca 2024 podano, że premiera odbędzie się 23 sierpnia 2024 na platformie Max.
Zdjęcia do trzeciej serii ruszyły pod koniec listopada 2024 roku.

## Dystrybucja
Premiera Odwilży odbyła się 1 kwietnia 2022. Serial był udostępniany równocześnie we wszystkich państwach, w których HBO Max funkcjonuje (w Stanach Zjednoczonych, Ameryce Łacińskiej i wybranych krajach europejskich). Co tydzień publikowane były po dwa odcinki. W dniach 1–10 kwietnia serial był najchętniej oglądanym programem na HBO Max w całej Europie, jak i w Polsce, zaś w analogicznym zestawieniu ogólnoświatowym zajął czternaste miejsce.
Od 1 maja 2022 serial był emitowany na antenie kanału telewizyjnego HBO Polska.
Serialowi towarzyszyła sześcioodcinkowa seria podcastów pod tytułem Odwilż, wyprodukowana przez platformę Empik Go we współpracy z HBO Max. Justyna Mazur i Marcin Myszka przybliżyli w niej tajniki pracy policji i śledczych, nawiązując przy tym do wydarzeń z serialu.
Pierwszy sezon serialu emitowano w wiosennej ramówce 2024 stacji telewizyjnej TVN w okresie od 4 do 26 marca 2024 roku, a także jednocześnie 1 marca 2024 sezon udostępniono bez dodatkowych opłat w pakiecie płatnym serwisu VOD Player.